# Sjoerd Royer
Sjoerd Royer (eigenlijk: Roijer) (Amsterdam, 14 juni 1929 – aldaar, 23 oktober 2019) was een Nederlands rechtsgeleerde die zijn loopbaan eindigde als president van de Hoge Raad der Nederlanden.

## Loopbaan
Royer was vanaf 1953 tot 1959 advocaat in Rotterdam en promoveerde in dat laatste jaar cum laude aan de Universiteit Leiden. In 1961 werd hij rechter in de rechtbank in Rotterdam. Drie jaar later werd Royer in diezelfde stad hoogleraar aan de Nederlandse Economische Hogeschool (na fusie in 1973 de Erasmus Universiteit Rotterdam). In 1969 verliet Royer de N.E.H. om raadsheer te worden in het Gerechtshof Amsterdam. In 1975 werd hij raadsheer in de Hoge Raad. In 1986 werd hij benoemd tot vicepresident van dat college en op 1 oktober 1989 tot president als opvolger van Erik Ras. Precies zeven jaar later ging hij op 67-jarige leeftijd met pensioen; hij werd opgevolgd door Siep Martens. Royer overleed in 2019 op 90-jarige leeftijd.

## Familie
Royer was een telg uit de familie Roijer en een zoon van dr. Georg Roijer (1889-1959), dirigerend geneesheer van de Nederlands Hervormde Diaconessen Inrichting te Amsterdam, en Johanna Charlotte Hannema (1895-1963), telg uit de familie Hannema. Hij was van 1955 tot 1966 getrouwd met jkvr. Wendela Bicker (1929-2006), telg uit het Amsterdams regentengeslacht Bicker met wie hij twee dochters kreeg.